# Samuel Kibet
Pour les articles homonymes, voir Kibet (homonymie).
Samuel Kibet, née le 23 septembre 2001, est un coureur de fond ougandais. Il est champion du monde de course en montagne en montée et descente 2022.

## Biographie
Le 30 mars 2019, il prend part à l'épreuve junior aux championnats du monde de cross-country à Aarhus. Il prend le premier les commandes de la course mais se fait ensuite doubler par les Éthiopiens Milkesa Mengesha et Tadese Worku. Il perd du terrain alors que son compatriote Oscar Chelimo récupère la troisième place. Samuel Kibet termine à la neuvième place. Il remporte la médaille d'argent au classement par équipes. Le 16 avril, il prend le départ du 10 000 mètres aux championnats d'Afrique juniors d'athlétisme à Abidjan. Il réalise une solide course et s'empare de la médaille d'argent en 28 min 22 s 26 derrière le Kényan Bravin Kipkogei Kiptoo.
Le 6 novembre 2022, il prend le départ de l'épreuve de montée et descente des championnats du monde de course en montagne et trail à Chiang Mai. Il forme un groupe de tête avec ses compatriotes et mène la course, suivi dans un premier temps par le Mexicain Everardo Moreno. Tandis que ce dernier finit par lever le pied, le Kényan Patrick Kipngeno parvient à s'immiscer dans le groupe ougandais. Samuel Kibet creuse une légère marge d'avance pour se distancier de Timothy Toroitich et Patrick Kipngeno en lutte pour la seconde place. Samuel Kibet franchit la ligne d'arrivée le premier avec onze secondes d'avance sur Patrick Kipngeno. Il devient le sixième Ougandais durant les huit dernières éditions et le septième au total à remporter le titre de champion du monde de course en montagne. Avec ses coéquipiers groupés derrière Patrick Kipngeno, il remporte également l'or au classement par équipes.
Le 29 octobre 2023, il s'élance sur la course Marseille-Cassis comme grand favori en l'absence du tenant du titre, Hassan Chahdi. Il domine l'épreuve du début à la fin et s'impose en 1 h 0 min 36 s.

## Palmarès

### Piste
| Année | Compétition                                 | Lieu    | Place | Épreuve  | Performance    |
| ----- | ------------------------------------------- | ------- | ----- | -------- | -------------- |
| 2019  | Championnats d'Afrique juniors d'athlétisme | Abidjan | 2e    | 10 000 m | 28 min 22 s 26 |
| 2019  | Jeux africains                              | Rabat   | 7e    | 10 000 m | 28 min 32 s 89 |

### Route
| Année | Compétition             | Lieu      | Place | Épreuve       | Performance    |
| ----- | ----------------------- | --------- | ----- | ------------- | -------------- |
| 2023  | Course Marseille-Cassis | Marseille | 1er   | 20 kilomètres | 1 h 0 min 36 s |
| 2024  | Semi-marathon de Lille  | Lille     | 3e    | Semi-marathon | 1 h 0 min 49 s |

### Course en montagne
| no  | masculin      | Course                                                           | Longueur | Départ          | Temps      |
| --- | ------------- | ---------------------------------------------------------------- | -------- | --------------- | ---------- |
| 1re | Médaille d'or | Championnats du monde de course en montagne - Montée et descente | 11,2 km  | 6 novembre 2022 | 40 min 2 s |

## Records
| Épreuve       | Performance    | Date            | Lieu      |
| ------------- | -------------- | --------------- | --------- |
| 5 000 mètres  | 13 min 27 s 84 | 3 octobre 2020  | Nairobi   |
| 10 000 mètres | 28 min 22 s 26 | 16 avril 2019   | Abidjan   |
| 10 kilomètres | 28 min 29 s    | 10 octobre 2021 | Villejuif |
| Semi-marathon | 1 h 0 min 49 s | 17 mars 2024    | Lille     |